# João Chedid
João Chedid, O.M.M. (18 de fevereiro de 1914 – 31 de julho de 1991) foi um clérigo maronita libanês e primeiro Bispo da Eparquia Católica Maronita de Nossa Senhora do Líbano de São Paulo.

## Biografia
Joan (Jean) Chedid nasceu em Kherbet-Kanafar, Líbano. Em 20 de dezembro de 1941 foi ordenado sacerdote na Ar-Rouhbanyat Al-Marounyat Liltoubawyat Mariam Al-Azra (Ordem Maronita Mariamita, O.M.M). Em 21 de abril de 1956, foi nomeado vigário patriarcal, sendo confirmado pela Santa Sé em 4 de maio, e, ao mesmo tempo, nomeado bispo titular de Arca na Fenícia dos Maronitos.
O Patriarca Maronita de Antioquia e todo o Oriente, Paul Peter Meouchi, ordenou-o bispo em 29 de junho de 1956, tendo como co-consagradores Pietro Dib (Eparca do Cairo) e Antoine Pierre Khoraiche (Eparca de Sidon).
Em 1961 foi co-consagrador de Nasrallah Boutros Sfeir, que mais tarde se tornou Patriarca de Antioquia. Foi Padre Conciliar durante a segunda sessão do Concílio Vaticano II. Em 1 de março de 1968, Dom Chedid foi nomeado bispo auxiliar do Ordinariato para os católicos orientais no Brasil.
Em 29 de novembro de 1971, com a criação da eparquia, foi nomeado Bispo de Nossa Senhora do Líbano em São Paulo; se tornou o primeiro Eparca Maronita no País. Papa João Paulo II, em 27 de fevereiro de 1988, o nomeou com o título pessoal de Arcebispo.
A renúncia de Dom Chedid foi aceita em 9 de junho de 1990 e tornou-se bispo emérito até sua morte.